# Joe Natuman
Joe Natuman (Tanna, 24 de novembro de 1952) é um político de Vanuatu que serviu como primeiro-ministro de seu país num período de maio de 2014 a junho de 2015.